# Valmontina
Il Valmontina è un corso d'acqua a carattere torrentizio delle Dolomiti. Nasce ai piedi del Duranno e sfocia nel Piave presso Macchietto, frazione di Perarolo di Cadore. La valle percorsa dal torrente è stata inclusa fra le Aree Wilderness Italiane dal 1994. 